# Sativex

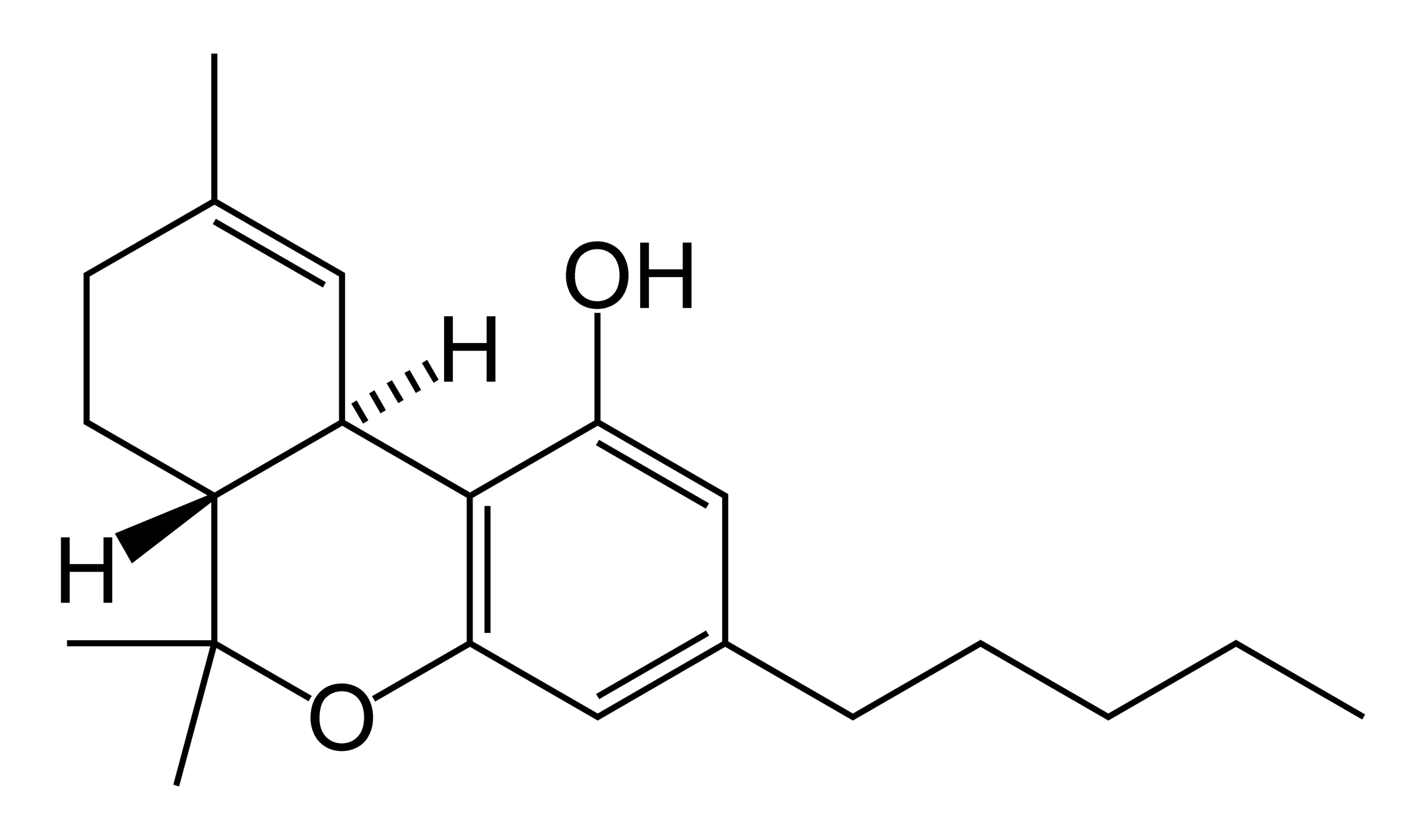
Tetraidrocanabinol (THC) ...

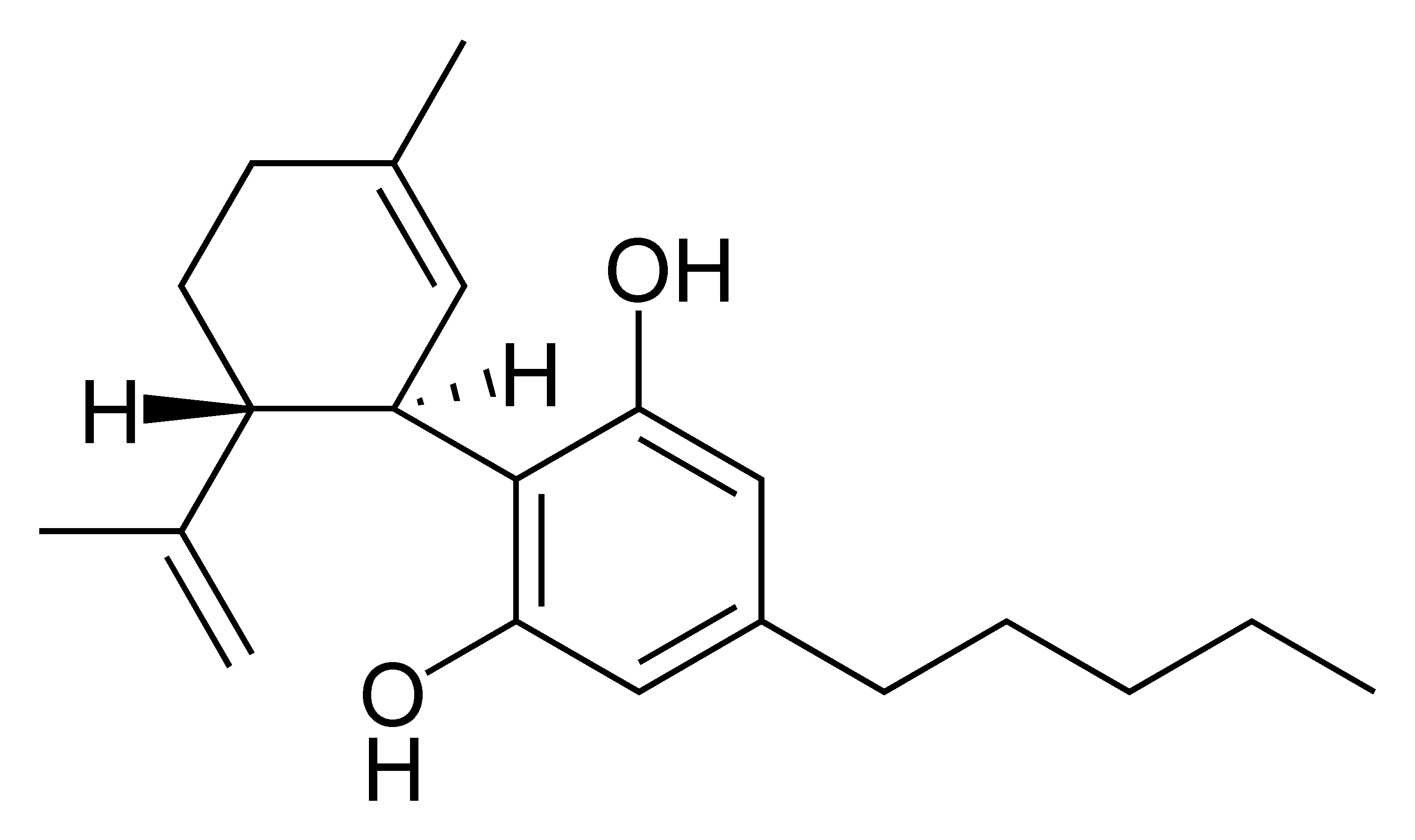
... e Canabidiol (CBD), o segundo ativo de Sativex.

Sativex é um medicamento desenvolvido para tratar a espasticidade muscular associada a esclerose múltipla, produzido pela GW Pharmaceuticals a partir de Cannabis e lançado em 2005 no Canadá. Foi o primeiro medicamento no mundo a ser aprovado contendo uma base de Cannabis. Na Espanha, foi aprovado em 2010.
Seus principais ativos são os componentes canabinóides: tetraidrocanabinol (THC) e canabidiol (CBD). O produto é formulado como um spray bucal que é administrado pela pulverização na boca. Cada spray de Sativex proporciona uma dose fixa de 2,7 mg de THC e CBD 2,5 mg. 
Sativex contém cerca de 50% v / v de etanol (álcool), isto é até 40 mg por dose. A quantidade de álcool contida na dose máxima diária para a maioria das pessoas (12 sprays) é quase o mesmo que o encontrado em duas colheres de chá (10 ml) de cerveja e uma colher de chá (5 ml) de vinho.